# Валахи в Беларуси
Валахи (бел. Валахі, от валахва, волъхва) — белорусский этноним, чьё историческое присутствие на территории современной Беларуси прослеживается через топонимические свидетельства.

## Этноним
Этноним валахи (волъхва, волъхи, волохи) был известен восточным славянам с IX–X веков (возможно, с VII–VIII вв.), обозначая пастушеские романоязычные группы к югу от Карпат. Он широко использовался в разных славянских языках, но закрепился в них с разными значениями (румын, итальянец), что объясняется принципом переноса древнего названия на новые народы соответствующих территорий.

## История
Как свидетельствуют исторические данные, в период X-XI веков, когда активные потоки восточнославянской колонизации (представленные преимущественно кривичами и дреговичами) направлялись на территорию современной Брестчины и районы Верхнего Понеманья, произошло проникновение в юго-западные пределы современной Беларуси определенных групп восточнороманского населения. Этот процесс нашел свое отражение в местной топонимике, сохранившей несколько географических названий, восходящих к этнонимам «влахи» и «олтуши».
Не исключено, что временные рамки этого процесса впоследствии будут смещены на более раннюю эпоху, по крайней мере, основанием для этого могут стать речные названия иллирийско-кельтского происхождения на правобережье Днепра.
Основными центрами колонизации Панемонии были города Новогрудок, Слоним и Волковыск. В этой связи интересно обратить внимание на топоним Волковыск, первое летописное упоминание о котором относится к 1252 году. Наличие суффикса -ск, с помощью которого названия городов часто возникали от названий рек (Минск, Пинск, Витебск, Полоцк и т. д.), не должно заслонять тот очевидный факт, что этот суффикс, чрезвычайно продуктивный в топонимике белорусских земель именно в древнерусский период, был отличительной чертой типичной «городской» модели топонимов, а также образовывал названия населенных пунктов, совершенно не связанные с гидронимами. Так, на территории современной Гродненской области встречаются топонимы с суффиксом -ск, мотивирующая основа которых этнонимическая: с. с. Ляцк, Верхний Ляцк, Нижний Ляцк (от Ляд + ск -■ лат. + ск -> Ляцк, ср. др.-рус. прилагательное лядский — «польский»); Ятвеск (от Ятвезь + ск, ср. этноним ятвез). Топоним Волковыск мог представлять собой фонетическую модификацию этнонима Вольхва.

## Мифология
- Князь Олтуш[4], спасаясь от врагов, привел своих людей в деревню (Олтуш). «И понравились князю Олтушу эти места: озеро, полное рыбы, леса, полные зверя, луга с высокой травой. И решил князь поселиться здесь со своим народом. Но враги преследовали князя с его народом. И вышел князь на битву, и был убит. И озеро, на берегу которого сражался князь, назвали Олтуш в его честь. И пришельцы назвали свою деревню Олтуш, как называли князя». «Тот князь, его звали Олтуш, привел людей в нашу землю не потому, что искал лучшего места. С их страной случилось великое бедствие. С востока пришло татарское войско, как бы ты ни был храбр, ты все равно не дал бы отпора. И не потому, что он устал или меч у него изношен, а потому, что врагов было слишком много. Видели ли вы когда-нибудь, как течет вода по реке во время половодья? Ну, бывает, что она смывает все на своем пути, уничтожает и уносит далеко. Даже могучий дуб, который своей толщиной и громадой производил впечатление несокрушимого дерева, не выдержал и полетел с корнями вслед за водой, только извиваясь, как прутик. Ведь что поделаешь, когда сила ломает силу! Вот что случилось с Олтушем[5]».Как свидетельствуют исторические документы, еще в XII в. на берегах реки Олт (приток Дуная, Румыния) существовала область Литва. На пути от Олта в Беларусь встречается довольно много пермских гидронимов. Итак, делает вывод И. Ласков, с берегов реки Олт в Беларусь пришло племя литовцев. Олт переводится как «болотное болото», а Литва — «болотное племя». Таким образом, живя на болотах вдоль Дуная и Олта, «Литва» занимала и болотистую местность в Беларуси. Название Олтуша образовалось от этнонима олтуши, служившего в прошлом для обозначения жителей исторической области Олтении, что вероятно связано с проникновением на север некоторой части восточнороманского населения[6].

К началу XIV в. летописная Литва полностью славянизировалась. Этноним Литва полностью переходит сначала к аукштейцам, а затем к жемайтам. А на территории Беларуси сохранились названия с корнем — олт: Олтуш, Олта, Вольта.
Связь этих названий с Олтом признает и известный белорусский топонимист В. А. Жучкевич.

## Топонимика
Несмотря на отсутствие этнонима в языке, следы валахов сохранились в белорусской топонимии:  
- Волохи (деревня, Поставский район, Витебская область) – образован непосредственно от этнонима семантическим способом.
- Великая Волохва и Малая Волохва (деревни, Барановичский район, Брестская область) – содержат архаичную собирательную форму этнонима волохва (соответствует древнерусскому волъхва). Это указывает на очень древнее происхождение названий. Качественные прилагательные (великая, малая) обозначают сопоставимые по размеру объекты.
- Волоховщина (деревня, Брагинский район, Гомельская область) – образован путём добавления к корню волох- топонимического форманта -овщина (со значением общности/местности). Название означает не только поселение, но и окружающую территорию.
- Олтуш (посёлок, Малоритский район, Брестская область) – производное от этнонима олтуши (алтэны), которым обозначали жителей Закарпатья (Олтении). Добавляет в топонимический слой ещё один романский компонент.
- Волковыск (город, Гродненская область) – выдвигается гипотеза о возможном происхождении названия от этнонима волъхва через фонетическую эволюцию: волъхв + ск → волхъвыск → волковыск → Волковыск. Это объяснение рассматривает суффикс -ск не как гидронимический, а как типично «городской» (ср.: Ляцк от ляды (поляки), Ятвеск от ятвяги).